# Arkys semicirculatus
Arkys semicirculatus är en spindelart som först beskrevs av Balogh 1982.  Arkys semicirculatus ingår i släktet Arkys och familjen hjulspindlar.
Artens utbredningsområde är Queensland. Inga underarter finns listade i Catalogue of Life.